# Pyrgoniscus lanceolatus
Pyrgoniscus lanceolatus är en kräftdjursart som beskrevs av Franco Ferrara1977. Pyrgoniscus lanceolatus ingår i släktet Pyrgoniscus och familjen Armadillidae. Inga underarter finns listade i Catalogue of Life.